# جايسون سيرز
جايسون سيرز (بالإنجليزية: Jason Sears)‏ هو موسيقي أمريكي، ولد في 23 يناير 1968، وتوفي في 31 يناير 2006 في تيخوانا في المكسيك بسبب خثار.

## وصلات خارجية
- جايسون سيرز على موقع ميوزك برينز (الإنجليزية)
- جايسون سيرز على موقع ديسكوغز (الإنجليزية)